# بنان بدر
بنان بدر هو ممثل ولد في المملكة العربية السعودية في (19نوفمبر،عام 1984).